# Laane (Kose)
Pour les articles homonymes, voir Laane.
Laane est un village de la commune de Kose du comté de Harju en Estonie.
Au 31 décembre 2011, le village compte 2 habitants.